# Marcel Queheille
Marcel Queheille (Sauguis-Saint-Étienne, 16 marzo 1930 – Oloron-Sainte-Marie, 17 luglio 2021) è stato un ciclista su strada francese.
Professionista tra il 1956 ed il 1963, vinse una tappa al Tour de France.

## Carriera
Le principali vittorie da professionista furono una tappa al Tour de France 1959 e una tappa al Critérium du Dauphiné Libéré dello stesso anno. Partecipò a quattro edizioni del Tour de France e tre della Vuelta a España.

## Palmarès
- 1954 (indipendente, una vittoria)

Oloron-Sainte-Marie
- 1955 (indipendente, due vittorie)

Oleron-Sainte-Croix
Saint-Jean-Pied-de-Port
- 1956 (indipendente, tre vittorie)

Le Boucau
Saint-Jean-Pied-de-Port
3ª tappa Circuit du Marché a la Volaille
- 1959 (Mercier-BP-Hutchinson, due vittorie)

3ª tappa Critérium du Dauphiné Libéré
9ª tappa Tour de France (Bordeaux > Bayonne)
- 1962 (Saint-Raphaël-Helyett-Hutchinson, una vittoria)

4ª tappa Circuit d'Aquitaine

## Altri successi
- 1953

Criterium di Mauléon
Criterium di Saint-Pée-sur-Nivelle
Criterium di Saliès
- 1954

Criterium di Pau
Criterium di Pontacq
Criterium di Saint-Pée-d'Oloron
Criterium di Sauguis
Criterium di Tardets
- 1955

Criterium di Aramits
Criterium di Castets-des-Landes
Criterium di Géronce
Criterium di Oloron-Sainte-Marie
Criterium di Pouillon
Criterium di Sauveterre-de-Béarn
- 1956

Criterium di Arudy
Criterium di Barcus
Criterium di Cazes-Mondenard
Criterium di Hendaye
Criterium di Montech
Criterium di Pau
Criterium di Pontacq
Criterium di Saint-Gaudens
Criterium di Saint-Palais
Criterium di Sauguis
Criterium di Tarbes
Criterium di Tardets
Criterium di Urt
Classifica scalatori Route de France
- 1957

Criterium di Salies-de-Béarn
Criterium di Sauguis
Criterium di Felletin
Criterium di Grand-Bourg
- 1958

Criterium di Bessereix
Criterium di Cransac
Criterium di Villefranche-de-Rouergue
- 1959

Criterium di Guéret
- 1961

Criterium di Mende
Criterium di Sigoulès
- 1962

Criterium di La Couronne
Criterium di Saint-Jean

## Piazzamenti

### Grandi Giri
- Tour de France

1957: 30º
1959: 26º
1960: 50º
1961: 21º
- Vuelta a España

1961: 26º
1962: fuori tempo massimo (2ª tappa)
1963: ritirato (9ª tappa)

### Classiche monumento
- Giro di Lombardia

1961: ritirato